# سالم (الهند)

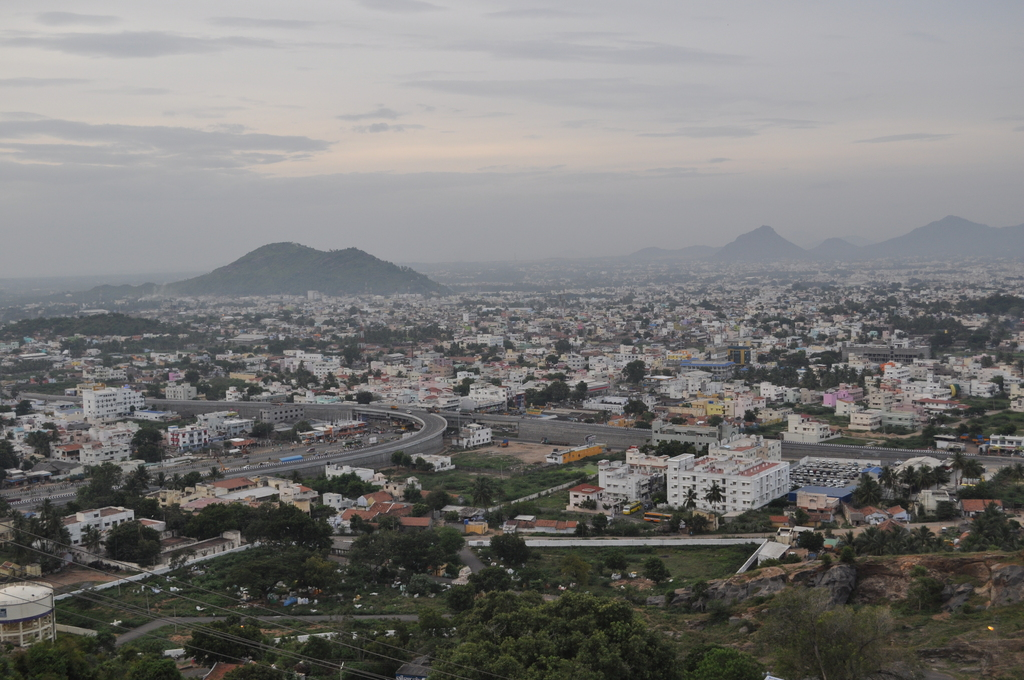
منظر من مدينة سالم.

سالم (بالتاملية: சேலம்) هي مدينة هندية وهي مركز ضاحية سالم؛ والتي هي بدورها إحدى ضواحي ولاية تامل نادو. تبعد سالم عن تشيناي عاصمة الولاية حوالي 340 كيلومتر باتجاه جنوب الغرب. ويبلغ عدد سكانها 831,038 نسمة مما يجعلها المدينة الخامسة في تامل نادو من حيث عدد السكان بعد كل من؛ تشيناي، وكويمباتور، ومادوراي، وتيروتشيرابالي.

## المناخ
يظهر الجدول التالي التغييرات المناخية على مدار السنة لسالم:
| البيانات المناخية لـسالم                 | البيانات المناخية لـسالم | البيانات المناخية لـسالم | البيانات المناخية لـسالم | البيانات المناخية لـسالم | البيانات المناخية لـسالم | البيانات المناخية لـسالم | البيانات المناخية لـسالم | البيانات المناخية لـسالم | البيانات المناخية لـسالم | البيانات المناخية لـسالم | البيانات المناخية لـسالم | البيانات المناخية لـسالم | البيانات المناخية لـسالم |
| الشهر                                    | يناير                    | فبراير                   | مارس                     | أبريل                    | مايو                     | يونيو                    | يوليو                    | أغسطس                    | سبتمبر                   | أكتوبر                   | نوفمبر                   | ديسمبر                   | المعدل السنوي            |
| ---------------------------------------- | ------------------------ | ------------------------ | ------------------------ | ------------------------ | ------------------------ | ------------------------ | ------------------------ | ------------------------ | ------------------------ | ------------------------ | ------------------------ | ------------------------ | ------------------------ |
| متوسط درجة الحرارة الكبرى °م (°ف)        | 32.1 (89.8)              | 34.7 (94.5)              | 37.0 (98.6)              | 37.8 (100.0)             | 37.2 (99.0)              | 35.0 (95.0)              | 34.0 (93.2)              | 33.4 (92.1)              | 33.2 (91.8)              | 32.1 (89.8)              | 31.0 (87.8)              | 30.7 (87.3)              | 34.0 (93.2)              |
| متوسط درجة الحرارة الصغرى °م (°ف)        | 19.2 (66.6)              | 20.4 (68.7)              | 22.5 (72.5)              | 25.0 (77.0)              | 25.0 (77.0)              | 24.1 (75.4)              | 23.4 (74.1)              | 23.0 (73.4)              | 22.8 (73.0)              | 22.4 (72.3)              | 21.1 (70.0)              | 19.6 (67.3)              | 22.4 (72.3)              |
| الهطول مم (إنش)                          | 4.4 (0.17)               | 3.4 (0.13)               | 17.3 (0.68)              | 55.5 (2.19)              | 109.7 (4.32)             | 72.4 (2.85)              | 108.0 (4.25)             | 140.6 (5.54)             | 176.5 (6.95)             | 185.5 (7.30)             | 110.2 (4.34)             | 35.0 (1.38)              | 1٬018٫5 (40.1)           |
| المصدر: Indian Meteorological Department |                          |                          |                          |                          |                          |                          |                          |                          |                          |                          |                          |                          |                          |

## أعلام
- سوبرامانيان أرون براساد